# Praška defenestracija
Praška defenestracija označava dva događaja koji su za češku i europsku povijest od velikog značaja.
Defenestracije su u srednjem vijeku i u ranom novom vijeku počinjene nekoliko puta. Predstavljaju oblik nasilja sa zajednički počinjenim ubojstvom izbacivanjem neželjenih osoba kroz prozor na katu građevine.

## Prva Praška defenestracija
30. srpnja 1419. husiti (sljedbenici Jana Husa koji je četiri godine ranije bio pogubljen u Konstanzu) izbacili su sedam katoličkih vijećnika kroz prozor.

## Druga Praška defenestracija
Druga Praška defenestracija označava početak ustanka čeških protestanta protiv katoličkih Habsburgovaca i smatra se povodom za Tridesetogodišnji rat (1618. – 1648.).
Sve tri osobe su preživjele jer su - prema legendi - pali u hrpu gnoja, koja je bila ispod prozora.

## Kasnije defenestracije
Nekoliko drugih defenestracija dogodilo se u Pragu tijekom njegove povijesti, no one se uglavnom ne računaju kao Praške defenestracije.
Jedna defenestracija (kronologično druga u Pragu) dogodila se 24. rujna 1483. kada su vođe starog i novog dijela grada smijenjene silom. Gradonačelnik starog dijela grada i sedam poginulih vijećnika izbačeno je kroz prozor svojih vjećnica.
Ponekad se naziv treća Praška defenestracija, koristi s različitim značenjima. Korišten je npr. da bi se opisala smrt ministra vanjskih poslova Jana Masaryka, koji je pronađen mrtav pod prozorom u kupaonici zgrade čehoslovačkog ministarstva vanjskih poslova 10. ožujka 1948. Okolnosti njegove smrti još uvijek nisu u potpunosti razjašnjenje, ali se smatra da su ga ubili oni koji su stajali iza državnog udara u Čehoslovačkoj 1948.